# Урол
Урол — деревня в Чердынском районе Пермского края. Входит в состав Рябининского сельского поселения.

## Географическое положение
Расположена примерно в 10 км к западу от центра поселения, посёлка Рябинино, и в 20 км к юго-западу от районного центра, города Чердынь.

## Население
| 2010 |
| ---- |
| 60   |

## Топографические карты
- Лист карты P-40-137,138 Курган. Масштаб: 1 : 100 000. Состояние местности на 1982 год. Издание 1988 г.